# HMS Offa (G29)
HMS Offa (G29) là một tàu khu trục lớp O được Hải quân Hoàng gia Anh Quốc chế tạo vào năm 1939 do Chiến tranh Thế giới thứ hai bùng nổ. Sống sót qua cuộc chiến tranh, nó được được Hải quân Pakistan mua lại năm 1949 như là chiếc PNS Tariq và phục vụ cho đến năm 1959.

## Thiết kế và chế tạo
Offa được đặt hàng trong Chương trình Khẩn cấp Chiến tranh cho hãng Fairfield Shipbuilding and Engineering Company, tại Govan, Scotland vào ngày 3 tháng 9 năm 1939. Con tàu được đặt lườn vào ngày 15 tháng 1 năm 1940 và hạ thủy vào ngày 11 tháng 3 năm 1941. Nó được nhập biên chế cùng Hải quân Anh vào ngày 20 tháng 9 năm 1941.

## Lịch sử hoạt động
Vào tháng 11 năm 1941, Offa nằm trong thành phần Đoàn tàu PQ-4, chuyến Vận tải Bắc Cực thứ năm đi sang Nga. Đoàn tàu khởi hành từ Hvalfjord, Iceland vào ngày 17 tháng 11 và đi đến Arkhangelsk vào ngày 28 tháng 11.
Vào ngày 14 tháng 9 năm 1942, Offa đã cứu vớt những người sống sót từ chiếc tàu chở dầu Anh MV Atheltemplar bị hư hại do trúng ngư lôi từ tàu ngầm Đức U-457 về phía Tây Nam đảo Bear. Đến ngày 26 tháng 1 năm 1944, nó cứu vớt những người sống sót từ chiếc tàu buôn Anh Fort Bellingham vốn bị đắm do trúng ngư lôi từ tàyu ngầm Đức U-957 trong biển Barents về phía Bắc mũi North.
Vào ngày 30 tháng 11 năm 1949, Offa được chuyển cho Hải quân Pakistan và được đổi tên thành PNS Tariq. Nó bị tháo dỡ tại Sunderland vào ngày 13 tháng 10 năm 1959.